# Chaville
Chaville là một xã trong vùng hành chính Île-de-France, thuộc tỉnh Hauts-de-Seine. Tọa độ địa lý của xã là 48° 48' vĩ độ bắc, 02° 12' kinh độ đông. Xã có diện tích 3,55 km², dân số vào thời điểm 1999 Zählung là 17.966 người; mật độ dân số là 5.061 người/km².

## Thông tin nhân khẩu
| 1946   | 1954   | 1962   | 1968   | 1975   | 1982   | 1990   | 1999   |
| ------ | ------ | ------ | ------ | ------ | ------ | ------ | ------ |
| 13 226 | 14 508 | 16 787 | 17 476 | 19 086 | 17 914 | 17 784 | 17 966 |

## Các thành phố kết nghĩa
- Alsfeld, Đức
- Barnet, Anh
- Settimo Torinese, Ý